# Las Vegas Locomotives temporada 2010
La temporada 2010 de Las Vegas Locomotives fue la segunda temporada que participa United Football League. Terminó la temporada en la 1.ª posición consiguiendo calificar por segunda temporada consecutiva al Championship Game ganando el campeonato nuevamente venciendo a Florida Tuskers por marcador de 23-20.
En la semana 7 Las Vegas calificó al Championship Game tras vencer por 24-10 a Omaha Nighthawks combinado con una victoria de Hartford Colonials sobre Sacramento Mountain Lions por 27-26.

## Draft
El Draft se llevó a cabo el 2 de junio de 2010. Consistió en 12 rondas de selección para cada equipo.
|  | = Jugador que firmó con el equipo |

### Ronda Uno
| Ronda | Elección | Jugador            | Posición | College          |
| ----- | -------- | ------------------ | -------- | ---------------- |
| 1     | 5        | Dominic Payne      | LB       | Western State    |
| 2     | 10       | Michael Ray Garvin | CB       | Florida State    |
| 3     | 15       | Brian Coulter      | DE       | Missouri         |
| 4     | 20       | Ryan Considine     | OT       | Louisiana Tech   |
| 5     | 25       | Jovonte Taylor     | WR       | Hawái            |
| 6     | 30       | Russ Weil          | FB       | Illinois         |
| 7     | 34       | Cliff Washburn     | OT       | The Citadel      |
| 8     | 38       | Eddy Newton *      | WR       | Baylor           |
| 9     | 42       | Tony Parrish       | S        | Washington       |
| 10    | 46       | Lewis Baker        | S        | Oklahoma         |
| 11    | 55       | Alex Henderson     | RB       | Northern Arizona |
| 12    | 59       | Gabe Long          | DT       | Utah             |

* Firmó con Sacramento Mountain Lions.

## Calendario
| Semana | Fecha                    | Hora Local | Rival                       | Resultado    | Resultado | Estadio            | Asistencia | TV       |
| Semana | Fecha                    | Hora Local | Rival                       | Marcador     | Marca     | Estadio            | Asistencia | TV       |
| ------ | ------------------------ | ---------- | --------------------------- | ------------ | --------- | ------------------ | ---------- | -------- |
| 1      | Sábado, 18 de septiembre | 20:00 h    | Florida Tuskers             | P 20–27      | 0–1       | Sam Boyd Stadium   | 9,103      | HDNet    |
| 2      | Descanso                 | Descanso   | Descanso                    | Descanso     | Descanso  | Descanso           | Descanso   | Descanso |
| 3      | Jueves, 30 de septiembre | 15:00 h    | @ Florida Tuskers           | G 20–17      | 1–1       | Citrus Bowl        | 9,054      | Versus   |
| 4      | Viernes, 8 de octubre    | 19:00 h    | Omaha Nighthawks            | G 22–10      | 2–1       | Sam Boyd Stadium   | 9,767      | HDNet    |
| 5      | Viernes, 15 de octubre   | 20:00 h    | @ Sacramento Mountain Lions | G 26–3       | 3–1       | Hornet Stadium     | 19,000     | HDNet    |
| 6      | Sábado, 23 de octubre    | 12:30 h    | Hartford Colonials          | G 24–21 (TE) | 4–1       | Sam Boyd Stadium   | 8,451      | Versus   |
| 7      | Jueves, 28 de octubre    | 17:00 h    | @ Omaha Nighthawks          | G 24-10      | 5-1       | Rosenblatt Stadium | 23,554     | HDNet    |
| 8      | Sábado, 6 de noviembre   | 20:00 h    | Sacramento Mountain Lions   | P 24-27      | 5-2       | Sam Boyd Stadium   | 13,622     | Versus   |
| 9      | Descanso                 | Descanso   | Descanso                    | Descanso     | Descanso  | Descanso           | Descanso   | Descanso |
| 10     | Sábado, 20 de noviembre  | 12:30 h    | @ Hartford Colonials        | P 14-27      | 5-3       | Rentschler Field   | 14,554     | Versus   |
| CG     | Sábado, 27 de noviembre  | 11:00 h    | Florida Tuskers             | G 23-20      |           | Rosenblatt Stadium | 15,310     | Versus   |

## Clasificación
| y - Las Vegas Locomotives | 5 | 3 | 0 | 0.625 | 174 | 142 |
| y - Florida Tuskers       | 5 | 3 | 0 | 0.625 | 213 | 136 |
| Sacramento Mountain Lions | 4 | 4 | 0 | 0.500 | 169 | 162 |
| Hartford Colonials        | 3 | 5 | 0 | 0.375 | 169 | 194 |
| Omaha Nighthawks          | 3 | 5 | 0 | 0.375 | 111 | 202 |

y - Avanzo al Championship Game